# ハリー・ポッターと賢者の石 (映画)
『ハリー・ポッターと賢者の石』（ハリー・ポッターとけんじゃのいし、英: Harry Potter and the Philosopher's Stone、米: Harry Potter and the Sorcerer's Stone）は、J・K・ローリングによる1997年の同名の小説に基づいた、クリス・コロンバス監督、デヴィッド・ハイマン製作、スティーヴ・クローヴス脚本による2001年のファンタジー映画である。これはハリー・ポッター映画シリーズの第1作である。この映画ではダニエル・ラドクリフがハリー・ポッター役、ルパート・グリントがロン・ウィーズリー役、エマ・ワトソンがハーマイオニー・グレンジャー役で主役を演じる。この物語は、ハリーがホグワーツ魔法魔術学校の1年目に、自分が有名な魔法使いであることを知り、正式な魔法教育を受け始めるところから始まる。
ワーナー・ブラザース・ピクチャーズは1999年に原作本の映画化権を100万ポンド（165万ドル）で買い取った。製作は2000年にイギリスで始まり、スティーヴン・スピルバーグやロブ・ライナーら数少ない監督の中からコロンバスが監督に選ばれた。ローリングは出演者全員がイギリス人とアイルランド人となることを求め、主役の3人は2000年8月に公募で選ばれた。
当初、監督にスティーヴン・スピルバーグ、ハリー役にハーレイ・ジョエル・オスメントが候補として挙げられていたが、スピルバーグは考慮はしたものの最終的に受諾しなかった。原作者のJ・K・ローリングが反対したことが理由とも噂されたが、ローリング自身が公式サイトでこれを否定している。スピルバーグと本作品の監督コロンバスは師弟関係である。
コロンバスは子役の選定において、自身の監督作『ホーム・アローン』に出演したマコーレー・カルキンの両親が、カルキンの稼いだギャラを巡って裁判を起こしたことに学び、今作では両親もどんな人物かを考慮して選定した。
撮影は2000年9月から2001年3月にかけて、リーブスデン・フィルム・スタジオおよびイギリス各地のおよび歴史的建造物で行われた。
『ハリー・ポッターと賢者の石』は2001年11月10日と11日の2日間の試写会でイギリスとアイルランドの映画館で公開された。本作はイギリスとアイルランドで正式に公開されたのと同様に、11月16日にアメリカ、カナダ、台湾でも公開された。評論的にも商業的にも成功を収め、初公開時の全世界興行収入で9億7400万ドルをあげ、その後の再公開では10億ドルを超えた。2001年最高の興行収入の映画となり、その当時2番目に高い興行収入の映画となった。この映画は第74回アカデミー賞の作曲賞、美術賞および衣裳デザイン賞を含む多くの賞にノミネートされた。その後、2002年の『ハリー・ポッターと秘密の部屋』から、2011年の『ハリー・ポッターと死の秘宝 PART2』までの、7本の続編が制作された。
日本での興行成績は『千と千尋の神隠し』『タイタニック』に次ぐ当時第3位を記録した。

## スタッフ
- 製作総指揮：クリス・コロンバス、マーク・ラドクリフ、マイケル・バーナソン、ダンカン・ヘンダーソン
- 監督：クリス・コロンバス
- 脚本：スティーブ・クローブス
- 原作：J・K・ローリング
- 音楽：ジョン・ウィリアムズ
- 編集：リチャード・フランシス＝ブルース、A.C.E
- 美術：スチュアート・クレイグ
- 装置監督: ステファニー・マクミラン
- 撮影：ジョン・シール、A.C.S、A.S.C
- 製作：デヴィッド・ハイマン
- 衣装：ジュディアーナ・マコーフスキー
- キャスティング：スージー・フィギス、ジャネット・ハーシェンソン、ジェーン・ジェンキン、カレン・リンジー＝スチュワート
- 特殊メイク効果：ニック・ダドマン
- 視覚効果監修：ロブ・レガート
- 視覚効果：インダストリアル・ライト&マジック、ソニー・ピクチャーズ・イメージワークス、フレームストアCFC、ムービング・ピクチャー・カンパニー、リーダー・セレビック、ジム・ヘンソン・クリーチャー・ショップ、コンピューター・フィルム・カンパニー、ミル・フィルム、シネ・サイト
- チーフ・アニマル・トレーナー：ゲイリー・ゲイロー

## キャスト
| 役名                                  | 役名                         | 俳優                                                                                | 日本語吹替                                |
| ------------------------------------- | ---------------------------- | ----------------------------------------------------------------------------------- | ----------------------------------------- |
| ハリー・ポッター （タイトル・ロール） | 11歳                         | ダニエル・ラドクリフ                                                                | 小野賢章                                  |
| ハリー・ポッター （タイトル・ロール） | 赤ん坊                       | サンダース・トリプレットス                                                          |                                           |
| ロン・ウィーズリー                    | ロン・ウィーズリー           | ルパート・グリント                                                                  | 常盤祐貴                                  |
| ハーマイオニー・グレンジャー          | ハーマイオニー・グレンジャー | エマ・ワトソン                                                                      | 須藤祐実                                  |
| アルバス・ダンブルドア                | アルバス・ダンブルドア       | リチャード・ハリス                                                                  | 永井一郎                                  |
| ミネルバ・マクゴナガル                | ミネルバ・マクゴナガル       | マギー・スミス                                                                      | 谷育子                                    |
| ルビウス・ハグリッド                  | ルビウス・ハグリッド         | ロビー・コルトレーン                                                                | 斎藤志郎                                  |
| セブルス・スネイプ                    | セブルス・スネイプ           | アラン・リックマン                                                                  | 土師孝也                                  |
| フィリウス・フリットウィック          | フィリウス・フリットウィック | ワーウィック・デイヴィス                                                            | 田村錦人                                  |
| ゴブリン                              |                              | ワーウィック・デイヴィス                                                            | 田村錦人                                  |
| グリップフック                        | 声                           | ワーウィック・デイヴィス                                                            | 宮澤正                                    |
| グリップフック                        | 演                           | ヴァーン・J・トロイヤー                                                             | 宮澤正                                    |
| クィリナス・クィレル                  | クィリナス・クィレル         | イアン・ハート                                                                      | 横堀悦夫                                  |
| マダム・フーチ                        | マダム・フーチ               | ゾーイ・ワナメイカー                                                                | 火野カチコ                                |
| アーガス・フィルチ                    | アーガス・フィルチ           | デイビッド・ブラッドリー                                                            | 青野武                                    |
| ドラコ・マルフォイ                    | ドラコ・マルフォイ           | トム・フェルトン                                                                    | 三枝享祐                                  |
| ネビル・ロングボトム                  | ネビル・ロングボトム         | マシュー・ルイス                                                                    | 上野容                                    |
| バーノン・ダーズリー                  | バーノン・ダーズリー         | リチャード・グリフィス                                                              | 楠見尚己                                  |
| ペチュニア・ダーズリー                | ペチュニア・ダーズリー       | フィオナ・ショウ                                                                    | さとうあい                                |
| ダドリー・ダーズリー                  | ダドリー・ダーズリー         | ハリー・メリング                                                                    | 忍足航己                                  |
| ビンセント・クラッブ                  | ビンセント・クラッブ         | ジェイミー・ウェイレット                                                            |                                           |
| グレゴリー・ゴイル                    | グレゴリー・ゴイル           | ジョシュア・ハードマン                                                              | 田谷隼                                    |
| オリバー・ウッド                      | オリバー・ウッド             | ショーン・ビガースタッフ                                                            | 川島得愛                                  |
| フレッド・ウィーズリー                | フレッド・ウィーズリー       | ジェームズ・フェルプス                                                              | 尾崎光洋                                  |
| ジョージ・ウィーズリー                | ジョージ・ウィーズリー       | オリバー・フェルプス                                                                | 尾崎光洋                                  |
| シェーマス・フィネガン                | シェーマス・フィネガン       | デヴォン・マーレイ                                                                  | 渡辺悠                                    |
| ディーン・トーマス                    | ディーン・トーマス           | アルフレッド・イーノック                                                            | 山本隆平                                  |
| パーシー・ウィーズリー                | パーシー・ウィーズリー       | クリス・ランキン                                                                    | 宮野真守                                  |
| リー・ジョーダン                      | リー・ジョーダン             | ルーク・ヤングブラッド                                                              | 進藤一宏                                  |
| ケイティ・ベル                        | ケイティ・ベル               | エミリー・デイル                                                                    |                                           |
| アンジェリーナ・ジョンソン            | アンジェリーナ・ジョンソン   | ダニエル・テイラー                                                                  |                                           |
| アリシア・スピネット                  | アリシア・スピネット         | リー・シュザーランド                                                                |                                           |
| テレンス・ヒッグス                    | テレンス・ヒッグス           | ウィル・シークストン                                                                |                                           |
| エイドリアン・ピュシー                | エイドリアン・ピュシー       | スコット・ファーン                                                                  |                                           |
| マーカス・フリント                    | マーカス・フリント           | ジェイミー・イェイツ                                                                | 天田真人                                  |
| スーザン・ボーンズ                    | スーザン・ボーンズ           | エレノア・コロンバス                                                                |                                           |
| モリー・ウィーズリー                  | モリー・ウィーズリー         | ジュリー・ウォルターズ                                                              | 一龍斎貞友                                |
| ジニー・ウィーズリー                  | ジニー・ウィーズリー         | ボニー・ライト                                                                      | 山田千晴                                  |
| ほとんど首無しニック                  | ほとんど首無しニック         | ジョン・クリーズ                                                                    | たかお鷹                                  |
| オリバンダー老人                      | オリバンダー老人             | ジョン・ハート                                                                      | 小林勝也                                  |
| 血みどろ男爵                          | 血みどろ男爵                 | トレンス・ベイラー                                                                  |                                           |
| 太った修道士                          | 太った修道士                 | シモン・フィッシャー・ベッカー                                                      |                                           |
| 灰色のレディ                          | 灰色のレディ                 | ニーナ・ヤング                                                                      |                                           |
| 組分け帽子の声                        | 組分け帽子の声               | レスリー・フィリップス                                                              | 石森達幸                                  |
| 太った婦人                            | 太った婦人                   | エリザベス・スプリッグズ                                                            | 竹口安芸子                                |
| ジェームズ・ポッター                  | ジェームズ・ポッター         | エイドリアン・ローリンズ                                                            |                                           |
| リリー・ポッター                      | リリー・ポッター             | ジェラルディン・ソマーヴィル                                                        |                                           |
| フィレンツェの声                      | フィレンツェの声             | レイ・フィアロン                                                                    | 宮内敦士                                  |
| 動物園の蛇                            |                              |                                                                                     | 宮内敦士                                  |
| キングス・クロス駅の駅員              | キングス・クロス駅の駅員     | ハリー・テイラー                                                                    | 石住昭彦                                  |
| ディーダラス・ディグル                | ディーダラス・ディグル       | デイビッド・ブレット                                                                |                                           |
| 漏れ鍋のバーテンダー                  | 漏れ鍋のバーテンダー         | デレク・デッドマン                                                                  |                                           |
| ホグワーツ特急のワゴン販売員          | ホグワーツ特急のワゴン販売員 | ジーン・サザーン                                                                    |                                           |
| ヴォルデモート卿                      | ヴォルデモート卿             | リチャード・ブレマー （顔・回想シーン） イアン・ハート （声・モーションキャプチャ） | 江原正士                                  |
| その他                                | その他                       | J・K・ローリング （カメオ出演） ロビン・ウィリアムズ （カメオ出演）                 | 甲斐田裕子 浅井清己 佐々木広太 よのひかり |
|                                       |                              |                                                                                     |                                           |
| 演出                                  | 演出                         |                                                                                     | 木村絵理子                                |
| 翻訳                                  | 翻訳                         |                                                                                     | 岸田恵子                                  |
| 翻訳監修                              | 翻訳監修                     |                                                                                     | 松岡佑子                                  |
| 録音                                  | 録音                         |                                                                                     | 高久孝雄 田中和成 金谷和美 池田裕貴       |
| 編集                                  | 編集                         |                                                                                     | オムニバス・ジャパン                      |
| プロデューサー                        | プロデューサー               |                                                                                     | 尾谷アイコ 小出春美                       |
| 制作                                  | 制作                         |                                                                                     | 東北新社 ワーナー・ホーム・ビデオ         |

- ちなみにDVDやVHSの日本語吹き替え版では看板や文章の英語表記を梅津秀行によるナレーションによって唐突に解説される仕様となっているが、テレビ放送の際はナレーションは無くなり、字幕で表記される仕様に切り替わっている。

## 制作

### 企画
1997年、プロデューサーのデヴィッド・ハイマンは高い評価の映画にできる児童書を探していた。ハイマンはダイアナ・ウィン・ジョーンズの小説『うちの一階には鬼がいる!』の制作を企画していたが、その計画は流れた。そこでヘイデイ・フィルムズのハイマンのスタッフは『ハリー・ポッターと賢者の石』を提案し、彼のアシスタントは「クールなアイデア」と考えた。ハイマンは、このアイデアをワーナー・ブラザースに売り込み、1999年にローリングは「ハリー・ポッター」の最初の4冊の権利を同社に売却した。売却額は100万ポンドと言われている。ローリングがハイマンに強く求めたのは厳密にイギリス人とアイルランド人の配役を守ることだった。後者としては、ダンブルドア役のリチャード・ハリスやペチュニア・ダーズリー役のフィオナ・ショウが起用され、『ハリー・ポッターと炎のゴブレット』で原作の登場人物がフランス人や東欧人を指定されている場合に、そのように俳優が起用されているように、絶対に必要である場合を除いて外国人俳優は選ばれなかった。ローリングは登場人物の権利を売ることで、作者の書いていない続編をワーナー・ブラザースが作れるようになり「物語の残りの部分を彼らに支配されたくなかった」ため、権利の売却をためらっていた。
当初はスティーヴン・スピルバーグに監督を交渉していたが、スピルバーグは辞退した。伝えられるところによると、スピルバーグはアメリカ人俳優のハーレイ・ジョエル・オスメントがハリー・ポッターの声で出演するアニメーション映画にするか、または原作の続きの要素も取り入れた映画にしたいと考えていたという。スピルバーグは（彼の意見では）それは「樽の中のアヒルを撃つようなもの。ただのスラムダンク。10億ドルを引き落として個人の銀行口座に入れるようなもので、なんの挑戦もありません。」と強く主張した。ローリングは映画の監督選びに関与しておらず「私が彼（スピルバーグ）を'veto-ed'〔ママ〕できた（あるいはしただろう）と考える人は、自動速記羽根ペンQQQのサービスが必要でしょう」と主張した。ハイマンは、スピルバーグは代わりに『A.I. Artificial Intelligence』を監督することを決めたと振り返る。
スピルバーグと別れたあと、ほかの監督たちとの話し合いが始まった。そこにはクリス・コロンバス、テリー・ギリアム、ジョナサン・デミ、マイク・ニューウェル （のちに4作目の監督を務める）、アラン・パーカー、ウォルフガング・ペーターゼン、ロブ・ライナー、アイヴァン・ライトマン、ティム・ロビンス、ブラッド・シルバーリング、M・ナイト・シャマラン、ピーター・ウィアーといった人たちがいる。ペーターゼンとライナーは2000年3月に共に候補から外れ、候補はシルバーリング、コロンバス、パーカー、ギリアムに絞られた。ローリングが最初に選んだ監督はテリー・ギリアムだったが、ワーナー・ブラザースはコロンバスを選んだ。コロンバスが『ホーム・アローン』や『ミセス・ダウト』といったファミリー映画を手がけたことが決定に影響したという。コロンバスは、マグルの場面は「殺風景で陰気に」したいが魔法の世界では「色、雰囲気や細部に深くこだわったものに」設定したいと述べ、2時間にわたってこの映画に掛ける自身のビジョンを売り込んだ。コロンバスはデヴィッド・リーンの映画『大いなる遺産』（1946年）や『オリヴァ・ツイスト』（1948年）から刺激を受け、「あの暗がり、あの鋭さ、素晴らしい撮影」を使いたいと思い、さらに『オリバー!』（1968年）や『ゴッドファーザー』（1972年）の色彩設計からも触発された。
脚本にはスティーヴ・クローヴスが選ばれた。クローヴスはこの本の映画化を、「次の2冊と同じように上手く映画化できる作品」ではないので、「タフ（きつい、厳しい）」と表現した。クローヴスはワーナー・ブラザースから映画化を提案された本のあらすじをよく受け取っていた。クローヴスは「ほとんど読んだことがなかった」が、「ハリー・ポッター」は彼の目を引いたといい、この本を買いに行き、すぐにシリーズのファンになった。ワーナー・ブラザースとの話のときに、クローヴスは「この映画はイギリスのものでなければならないし、登場人物たちに忠実でなければならない。」と述べた。ローリングに初めて会ったとき、クローヴスは「彼女の宝物を『破壊』する」とローリングに思わせたくなかったので緊張していた。ローリングは「このスティーヴ・クローヴスを嫌いになる用意はできていました」と認めつつ、彼との初めての出会いを思い出した。「彼に初めて会ったとき、彼は私に言ったの。『私が一番好きな登場人物が誰か分かりますか?』と。ロンって言うんだろうなと思いました。ロンと言うつもりなのは分かる。でも彼は『ハーマイオニー』って言ったのです。私は少し和みました。」ローリングは、コロンバスが気にしない取り決めで、大きい創造的な権限を与えられていた。
ワーナー・ブラザースは当初、2001年7月4日の週末に映画を公開することを予定しており、あまりにも短い制作期間のため複数の監督候補が辞退した。しかし時間的な制約から、公開日は2001年11月16日に延期された。

### 配役
ローリングは配役をイギリス人にすることを強く求めた。スージー・フィギスがキャスティング・ディレクターに任命され、コロンバスとローリングの両名と協力し、主役のハリー、ロン、ハーマイオニーのオーディションを行った。主要3役について、イギリス人の子供たちだけを対象とした公開キャスティング・コールが行われた。もっとも重要なオーディションは3部構成で行われ、小説の1ページを読み、次にホグワーツに到着した生徒たちの場面を即興で演じ、最後にコロンバスの前で台本を数ページ読む必要があった。1985年の映画『ヤング・シャーロック/ピラミッドの謎』のためコロンバスが書いた脚本の場面もオーディションで使われた。2000年7月11日、オーディションを受けた何千人もの子供たちを誰ひとりとして「価値がある」とコロンバスは見なしていない、とフィギスは不満を漏らし制作から離れた。2000年8月までに、アラン・リックマンとリチャード・ハリスがそれぞれセブルス・スネイプ役とアルバス・ダンブルドア役の最終交渉に入り、同月末に決定した。8月14日、ローリングのお気に入りであるマギー・スミスとロビー・コルトレーンが、ミネルバ・マクゴナガル役とルビウス・ハグリッド役に選ばれた。8月21日、ダニエル・ラドクリフと新人のルパート・グリントとエマ・ワトソンが、それぞれハリー・ポッター役、ロン・ウィーズリー役、ハーマイオニー・グレンジャー役に選ばれた。2000年11月には、ジュリー・ウォルターズとジョン・クリーズがそれぞれモリー・ウィーズリー役とほとんど首無しニック役で出演者に加わった。

### 撮影

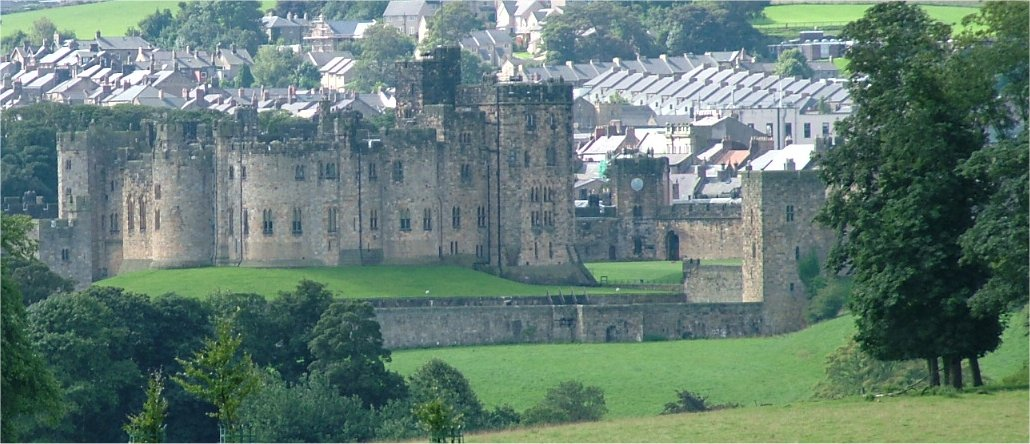
アニック・カースルはホグワーツの主要なロケーション撮影地として使用された。

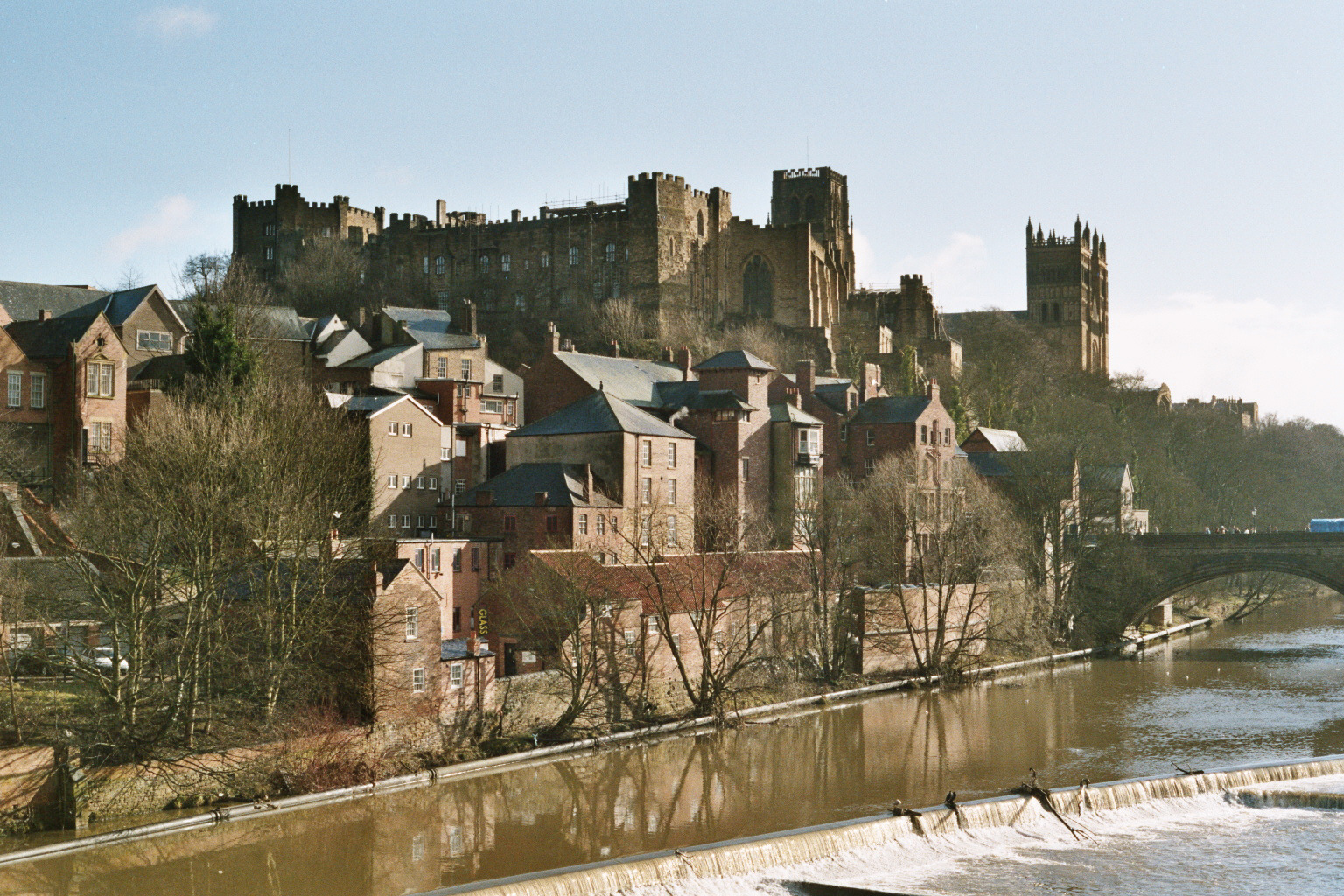
ロケーション撮影に使われたダラム城とダラム大聖堂。

2人のイギリスの映画関係者が英国での撮影を要請し、ロケーション撮影地の確保、リーブスデン・スタジオの使用、イギリスの児童労働法の変更（週あたりの労働時間について少し追加することや、撮影現場での授業のタイミングを柔軟にすること）などの支援を申し出た。ワーナー・ブラザースは彼らの提案を受け入れた。撮影はリーブスデン・スタジオで2000年9月29日から2001年3月23日まで行われ、7月に最終作業が行われた。2000年10月2日、ノース・ヨークシャー州のゴースランド駅（Goathland railway station）で主要撮影が行われた。カンタベリー大聖堂とスコットランドのインヴェライロルト城がホグワーツのロケーション撮影地候補として挙がっていたが、カンタベリー大聖堂は、映画のテーマが「異教徒」であることを懸念してワーナー・ブラザースの提案を断った。最終的にはアニック・カースルとグロスター大聖堂がホグワーツの主要なロケーション撮影地として選ばれ、一部の場面はハロウスクールでも撮影された。その他にホグワーツの場面がダラム大聖堂で2週間に渡って撮影され、廊下や教室の場面が撮影された。オックスフォード大学の神学部（Divinity School）がホグワーツの病院棟として使われ、ボドリアン図書館の一部であるハンフリー公図書館がホグワーツ図書館として使われた。プリベット通りの撮影は	バークシャー州ブラックネルのPicket Post Closeで行われた。Picket Post Closeでの撮影は、予定していた1日ではなく2日掛かったため、Picket Post Closeの住民への支払いもそれに応じて増えた。プリベット通りに設定されたその後の場面は、リーブスデン・スタジオで作られたセットで撮影され、ロケーション撮影より安く済むことが証明された。ロンドンのオーストラリア・ハウス（オーストラリア高等弁務官事務所）がグリンゴッツ魔法銀行のロケーション撮影地として選ばれ、オックスフォード大学クライスト・チャーチがホグワーツのトロフィールームに選ばれた。ロンドン動物園はハリーが誤ってダドリーに蛇をけしかける場面のロケーション撮影地として使われ、キングス・クロス駅も本で指定されているとおり使われた。

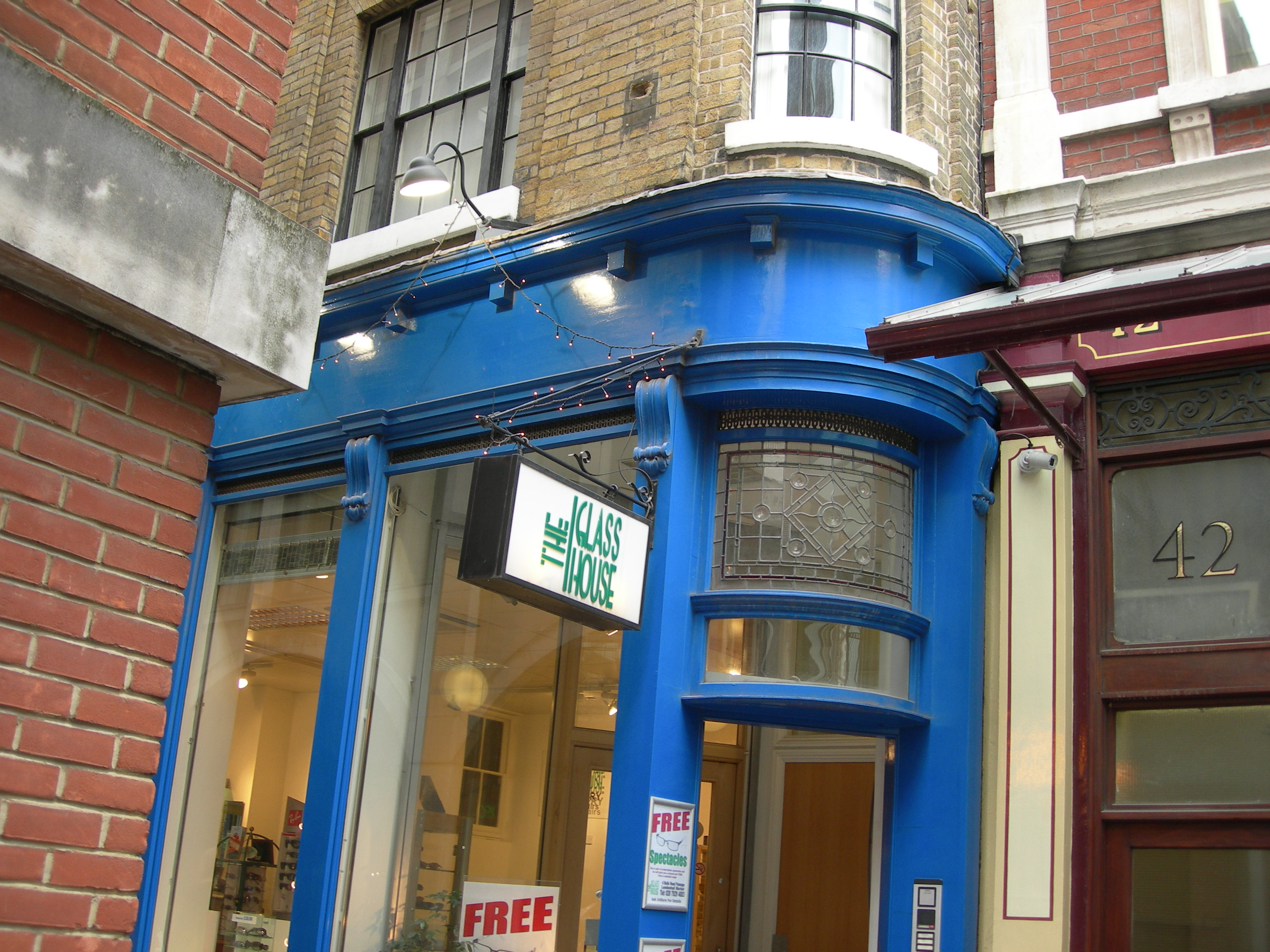
「漏れ鍋」（Leaky Cauldron）の外観として使われたロンドンの店舗。

アメリカでは書名が異なるため、俳優が賢者の石を「philosopher's」と名前で言っている場面はすべて「sorcerer's」と撮りなおす必要があった。子供たちは4時間の撮影のあと、学校の勉強を3時間した。彼らは、メイクアップ・スタッフが顔に施す偽の怪我を好きになった。ラドクリフの目はハリーのように緑ではなく青いため、当初は緑のコンタクトレンズをつけるつもりだったが、ラドクリフはこのレンズに強い苛立ちをおぼえた。そこでローリングとの相談した結果、ハリーの目は青くてもいいということになった。

### デザインと特殊効果
ジュディアンナ・マコフスキーが衣装デザイナーを務めた。クィディッチのローブは、当初アメリカ版の本の表紙に掲載されていたものを使う予定だったが、彼女はこれを「だらしない」と判断し、デザインを変更した。代わりに彼女はクィディッチの選手に「名門私立校風のセーター、19世紀のフェンシング用ブリーチ（ズボン）とアームガード」を着せた。プロダクションデザイナーのスチュアート・クレイグは、イギリスの多くの大聖堂に基づいて、ホグワーツの大広間などのセットをリーブスデン・スタジオに作り上げた。もともと、ダイアゴン横丁の撮影には既存の古い通りを使うように頼まれていたが、クレイグはチューダー様式、ジョージアン様式、クイーン・アン様式の建物からなる独自のセットを作ることにした。
元々、コロンバスはフラッフィーなどの魔法生物を作るためアニマトロニクスとCGアニメーション両方使うことを計画していた。「スター・ウォーズ エピソード1/ファントム・メナス」を手がけたニック・ダッドマンは必要な特殊造形の制作を任され、ジム・ヘンソンズ・クリーチャーショップがクリーチャー造形を提供した。ジョン・コッピンジャーは、創造する必要がある魔法生物は何度もデザインされなければならないと述べている。この映画は600近い特殊効果が使われており、多くの企業が関わっている。インダストリアル・ライト&マジック社はクィレルの後頭部にヴォルデモート卿の顔を作り、リズム&ヒューズ・スタジオは（ハグリッドの赤ちゃんドラゴン）ノーバートのアニメーションを、ソニー・ピクチャーズ・イメージワークスはクィディッチの場面を制作した。

### 音楽

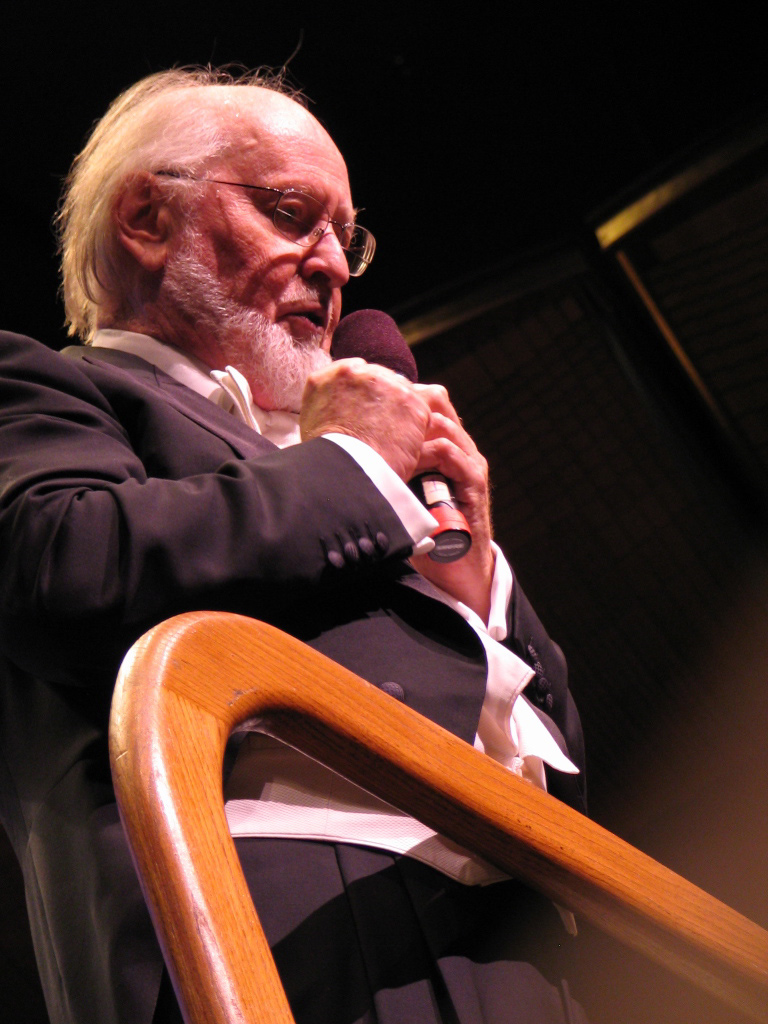
ジョン・ウィリアムズが作曲を担当した。

作曲にはジョン・ウィリアムズが選ばれた。ウィリアムズは、2001年9月にロンドンで録音する前に、ロサンゼルスとタングルウッドの自宅で作曲した。メイン・テーマの1つは「ヘドウィグのテーマ」と題された。ウィリアムズは完成した楽譜に「みんなが気に入っているようだった」と残し、シリーズを通して繰り返し使われるテーマとなった。作曲に最初に選ばれたのはジェームズ・ホーナーだったが断られた。サウンドトラック・アルバムが2001年10月30日にCD形式で発売された。

## 原作本との違い
コロンバスは、細部が正しいことを確認するため、ローリングに繰り返し相談した。クローブスは、この映画が原作本に「本当に忠実」であると述べている。彼はローリングが認めた台詞を追加した。当初入れられていた台詞の1つについては、ローリングが当時未発表の『ハリー・ポッター』第5作『ハリー・ポッターと不死鳥の騎士団』の出来事と直接矛盾すると言ったため、削除しなければならなかった。
映画版からは一部の端役が削除されており、中でもポルターガイストのピーブズは、俳優のリック・メイヨールが演じたが、彼のシーンは最終的に映画からカットされ公開されることはなかった。バーノン・ダーズリーとペチュニア・ダーズリーの視点で語られる原作本の最初の章は映画にはない。ハリーとドラコの、マダム・マルキンの洋装店での最初の出会いと、真夜中の決闘は映画には登場しない。ノーバートは、映画ではダンブルドアに連れて行かれたことになっているが、原作本ではハリーとハーマイオニーの手でチャーリー・ウィーズリーの友人のところに連れて行かなければならなかった。クローブスによれば、「原作本の中で（ローリングが）簡単に変更できると感じた部分」だったという。その結果、禁じられた森での居残りの罰の理由が変更された。小説では、ハリーとハーマイオニーは放課後に天文台の塔を出たときにフィルチに捕まったために居残りの罰が与えられ、ネビルとマルフォイはマクゴナガル先生に廊下で捕まったために居残りをさせられる。映画では、ハリー、ハーマイオニー、ロンは放課後にハグリッドの小屋にいるところをマルフォイに見つかって居残りを命じられ、マルフォイもベッドを抜け出したために居残りを命じられる。クィディッチの競技場は伝統的な競技場から観客席に囲まれたオープン・フィールドに変更された。
映画では原作本の時系列は強制されていない。原作本では、ハリーの11歳の誕生日は1991年である。プリベット通り四番地の映画のセットでは、ダドリーの小学校からの証明書には2001年と書かれている。

## 配給

### マーケティング
最初のティーザーポスターは2000年12月1日に公開された。最初の特報は2001年3月2日に衛星放送で公開され、『スポット』の公開と同時に映画館で初公開した。2001年11月15日、この映画に基づいたビデオゲームがエレクトロニック・アーツ社から複数のゲーム機で発売された。2003年には、ゲームキューブ、PlayStation 2、Xbox用の移植版が発売された。マテル社は、この映画に基づいた玩具を生産する権利を獲得し、ワーナー・ブラザーズの店舗で独占的に販売された。また、ハズブロ社はこのシリーズに基づいた菓子などの商品を作った。ワーナー・ブラザースは映画の宣伝のためにコカ・コーラと1億5千万米ドル相当の契約を結んだが、一部ではこの映画のため全世界で4千万ドルから5千万ドルの契約を結んだという見方もある。レゴ社は、この映画の建物や場面に基づいたセットのシリーズや、ビデオゲーム「レゴ クリエイター」を作った。

### 劇場公開
『ハリー・ポッターと賢者の石』は、2001年11月4日にロンドンのオデオン・レスター・スクエアで世界初公開され、劇場はホグワーツ魔法魔術学校に似せて飾り付けられた 。
この映画は2001年11月10日と11日にイギリスの491館、1,137スクリーンで試写が行われた。2001年11月16日、イギリスとアイルランドの507館、1,168スクリーン、アメリカとカナダの3,672館で正式に公開された。その当時のイギリスとアメリカで最大の全国同時公開だった。

### 映像ソフト
ワーナー・ブラザーズは、2002年5月11日にイギリスで、5月28日にはアメリカで、VHSとDVDでこの映画を最初に発売した。2002年5月から6月にかけてこの映画は1000万本を売り上げ、そのおよそ60%がDVDの売り上げだった。
2009年12月には、7分間の削除された場面を加え、長編スペシャル『Creating the World of Harry Potter Part 1: The Magic Begins』、48ページのハードカバーの小冊子を加えた、4枚組の『アルティメット・エディション』が発売された。延長版の視聴時間は約159分で、これは以前に一部のテレビ番組で放送されていた。この映画は、2011年11月に8枚組の『コンプリート8フィルム・コレクション』の一部としてDVDで再販され、2014年4月には31枚組の『ホグワーツ・コレクション』の一部としてブルーレイで再販された。
日本ではワーナー・ブラザース・ホームエンターテイメントよりブルーレイ、DVDが発売。
- ハリー・ポッターと賢者の石 特別版（DVD2枚組、2002年5月15日発売）
- 【完全限定生産】ハリー・ポッターと賢者の石 DVDスペシャルBOX（2枚組、ニンバス2000バージョンと金のスニッチの2種類で発売、いずれも2002年5月15日発売）
- ハリー・ポッターと賢者の石 DVD（1枚組、2006年12月8日発売）
- ハリー・ポッターと賢者の石 ブルーレイ（1枚組、2007年12月19日発売）
- 【数量限定生産】ハリー・ポッターと賢者の石 ブルーレイ アルティメット・コレクターズ・エディション（3枚組、2009年12月23日発売）
- 【数量限定生産】ハリー・ポッターと賢者の石 DVD アルティメット・コレクターズ・エディション（4枚組、2009年12月23日発売）
- ハリー・ポッターと賢者の石 コレクターズ・エディション（Blu-ray版：3枚組 / DVD版：4枚組、2016年3月23日発売）
- ハリー・ポッターと賢者の石 〈4K ULTRA HD&ブルーレイセット〉（3枚組、2017年12月20日発売）
- ハリー・ポッターと賢者の石 & ファンタスティック・ビーストと魔法使いの旅 魔法の世界 入学セット（Blu-ray / DVDともに2枚組、2018年10月3日発売）

## 評判

### 興行成績
イギリスとアイルランドでは、『ハリー・ポッターと賢者の石』は試写会初日に360万ポンドの単日興行収入記録となる収入を挙げ、『トイ・ストーリー2』の記録を破った。日曜日には過去最高の310万ポンドを記録し、試写会からの合計興行収入は670万ポンドをもたらした。試写の有り無し共にそれまでで最高の初週週末記録を破り、試写ありで1,630万ポンド、試写なしで960万ポンド（1380万ドル）となり、さらに土曜日の単日興行収入で399万ポンドという記録を打ち立てた。また別の日曜日には360万ポンドの興行収入という記録を打ち立てた。第2週の週末は840万ポンドを記録した。5週間に渡ってイギリスで第1位を維持した。この映画はイギリスだけで6,610万ポンドを稼ぎ、『マンマ・ミーア!』に抜かれるまで、（『タイタニックに次いで』）イギリス国内歴代2位の興行収入を記録する映画だった。
アメリカとカナダでは、初日に3,230万ドルを売り上げ、それまで『スター・ウォーズ エピソード1/ファントム・メナス』（1999年）が保持していた1日の記録を更新した。公開2日目には、本作の興行収入は3,350万ドルに増大し、再び1日の最大記録を更新した。最初の週末で9,030万ドルを稼ぎ、それまで『ロスト・ワールド/ジュラシック・パーク』が保持していた歴代最高初週週末記録を更新した。この記録は、『スパイダーマン』（2002年）が初週週末に1億1480万ドルを記録した次の5月まで保持された。その上、本作は「バットマン フォーエヴァー」が持っていたワーナー・ブラザース作品最大の初週週末記録を更新した。この記録は、『マトリックス リローデッド』（2003年）に抜かれるまで、2年間保持された。さらに、その他の公開時記録を打ち破り、『モンスターズ・インク』が持っていた11月最大の初週週末記録、『PLANET OF THE APES/猿の惑星』が持っていた祝日を除く最大の初週週末記録、金曜日最高の興行収入とその年最大の初週週末記録、『ハムナプトラ2/黄金のピラミッド』の土曜日最高の興行収入、『ホーム・アローン2』が持っていたクリス・コロンバス作品としての最高の初週週末記録、および3,672館で上映されたことで『ミッション:インポッシブル2』（2000年）が持っていた最多上映館数を超えた。この映画は、台湾において最初の2日間で230万ドルの興行収入を達成し、全世界での初週週末総計は1億700万ドルとなった。この映画は全米興行成績1位の座を3週連続で守った。この映画はまた、5日間（水曜日～日曜日）の感謝祭週末興行収入で8,240万ドルの最高記録を持ち、『ハンガー・ゲーム2』が1億1,010万ドルで、また『アナと雪の女王』が9,400万ドルでそれぞれ上回るまで12年間その座を保持した。
同様の結果が世界中で達成された。米国での公開から1週間後、この映画はさらに15の市場を加え、ドイツでは1,870万ドルの興行収入を挙げ初週記録を更新した。また、オーストリア、ブラジル、デンマーク、フィンランド、オランダ、ノルウェー、スウェーデン、およびドイツ語圏のスイスで公開時記録を樹立した。31カ国に拡大した翌週には、この映画はオーストラリア、ギリシャ、イスラエル、日本（1,250万ドル）、ニュージーランド、およびスペインで記録的な公開を飾るなど、6,090万ドルの海外週末興行収入記録を達成した。翌週末にはフランス、イタリア、フランス語圏のスイスで記録的な公開を飾るなど、37カ国で6,230万ドルの海外週末興行収入記録を更新した。劇場公開中、この映画は全世界での興行収入で9億7400万ドル（アメリカで3億1700万ドル、その他の地域で6億5700万ドル）で、当時史上2位の興行収入となり、また年間興行収入でも1位となった。さらにこの映画は、『ツイスター』（1996年）を破り、ワーナー・ブラザース映画史上最高の興行収入を記録した作品となった。これは『死の秘宝 PART2』に次いで2番目に高い興行収入のハリー・ポッター映画である。Box Office Mojoは、この映画はアメリカとカナダで5,590万枚以上のチケットを販売したと推定している。
日本では、初日2日間で興行収入15億7334万1500円、観客動員137万9120人を記録し、初日2日間の興行成績の歴代記録で「千と千尋の神隠し」を抜き、日本新記録(公開当時)を更新した。最終興行収入203億円となり、公開当時の日本での興行収入で『ハウルの動く城』『もののけ姫』を抜いて、『千と千尋の神隠し』『タイタニック』に次ぐ第3位を記録した。
2020年8月、中国での4K3D版など、『賢者の石』は日本を含む数カ国で再公開され2,640万ドルを稼いだ。世界では10億1700万ドルを記録し、『死の秘宝 PART2』に次いで10億ドルを超えるシリーズ2番目の作品となった。

### 批評家の反応
Rotten Tomatoesでは、この映画は200件のレビューを基に81%の支持を得ており、平均評価は7.1/10となっている。Rotten Tomatoesの「批評家の総意（CRITICS CONSENSUS）」は、「『ハリー・ポッターと賢者の石』は、小説の詰め込み過ぎた物語を興味を惹きつけられる（しばしば真に胸を躍らせる）大画面の魔法の悪ふざけに凝縮しながら、原作を忠実に再現している」と解釈している。Metacriticでは、36人の批評家に基づくこの映画の加重平均点数は100点満点中65点であり、「概ね好意的なレビュー」（generally favorable reviews）を示している。CinemaScoreによる調査では、観客はこの映画にA+からFまでの評価基準で平均「A」を与えた。
ロジャー・イーバートは『賢者の石』を「名作」と呼び、この映画に4つ星中の星4つを与え、特にクィディッチの場面の視覚効果を称賛した。テレグラフ紙とエンパイア誌の批評家からも同様の称賛が表明され、エンパイア誌のAlan Morrisonはクィディッチの場面についてこの映画の「傑出したシークエンス」と名付けた。IGNのBrian Linderもこの映画に肯定的な評価を与えたが、「完璧ではないが、自分にとっては大好きなシリーズ本を埋め合わせるものである」と結論付けた。Palo Alto OnlineのJeanne Aufmuthは、最後の30分を批判したものの、この映画は「最もひねくれた映画ファンでさえも魔法をかける」と述べた。USAトゥデイの批評家Claudia Puigは、この映画に4つ星中の星3つを与え、特にセットのデザインとハグリッドを演じたロビー・コルトレーンの演技を称賛したが、ジョン・ウィリアムズの音楽を批判し、「最終的には、この本の読者の多くはもっと魔法の実現を望むかもしれません」と結んだ。ハリウッド・リポーターのKirk Honeycuttは、セット、デザイン、撮影、効果、および主要キャストのすべてを称賛したが、ジョン・ウィリアムズの音楽に対しては「単純には閉まらない、カンカン、ドンドンと大きな音を立てるオルゴール」とみなした。バラエティ誌のトッド・マッカーシーは、この映画を『風と共に去りぬ』と前向きに比較し、「脚本は忠実で、役者も適任。セット、衣装、化粧、効果は想像した通りで、時には想像の範囲を超える」と評した。ニューヨーク・ポスト紙のJonathan Foremanは、この映画は対応する文学作品に「非常に忠実」であり、「長すぎたとしても一貫して面白い映画化だ」と思い起こした。
タイム誌のRichard Corlissは、この映画を「数字合わせ」とみなし、そのテンポと「カリスマ性に欠けた」主演俳優を批判した。CNNのPaul Tataraは、コロンバスとクローブスが「原作本の一節を削除して誰かを怒らせたりしないように気を配っており、いわゆるナラティブはむしろローリングの頭の中の大規模パーティーのようだ」と捉えた。Slant MagazineのEd Gonzalezは、この映画をティム・バートンが監督していたらと望み、撮影は「味気なく鬱陶しく」、映画の大部分が「垂れ流しのうんざりするような感傷で作られた退屈な祭典の連続」だと述べている。ニューヨーク・タイムズ紙のElvis Mitchellは、この映画について非常に否定的であり、「（この映画は）最盛期から数年経ったテーマパークのようだ。ライド・アトラクションはガタガタと音を立て、カーブを曲がるたびに金属疲労でミシミシときしむ」と述べた。また彼は「想像力の欠如」とぎこちない登場人物を抱えているとし、「組分け帽子は映画の中の他の誰よりも個性的だ」と付け加えた。

### 受賞歴
『賢者の石』はアカデミー賞の美術賞、衣裳デザイン賞、作曲賞（ジョン・ウィリアムズ）の3部門にノミネートされた。また、本作は英国アカデミー賞の英国作品賞、助演男優賞（ロビー・コルトレーン）、衣裳デザイン賞、美術賞、メイク＆ヘアスタイリング賞、音響賞、視覚効果賞の7部門にノミネートされた。サターン賞では衣装デザイン賞を受賞し、さらに8部門にノミネートされた。その他、全米キャスティング協会や衣装デザイナー組合からも受賞した。特殊効果でAFI賞、美術で美術監督組合賞にノミネートされた。クリティクス・チョイス・アワードのファミリー映画賞を受賞し、子役賞（ダニエル・ラドクリフ）と作曲賞にノミネートされた。2005年には、アメリカ映画協会はこの映画を映画音楽ベスト100にノミネートした。
| 賞                                       | 式典日付                        | カテゴリ                                                            | 受賞者 | 結果       | 出典    |
| ---------------------------------------- | ------------------------------- | ------------------------------------------------------------------- | --- | ---------- | ------- |
| アカデミー賞                             | 2002年3月24日                   | 美術賞                                                              | スチュアート・クレイグ, ステファニー・マクミラン | ノミネート | [ 117 ] |
| アカデミー賞                             | 2002年3月24日                   | 衣裳デザイン賞                                                      | ジュディアンナ・マコフスキー | ノミネート | [ 117 ] |
| アカデミー賞                             | 2002年3月24日                   | 作曲賞                                                              | ジョン・ウィリアムズ | ノミネート | [ 117 ] |
| アマンダ賞                               | 2002年8月18日                   | 外国長編映画賞                                                      | 『ハリー・ポッターと賢者の石』 | ノミネート | [ 126 ] |
| AFI賞                                    | 2002年1月5日                    | デジタル・エフェクト・アーティスト賞                                | ロバート・レガート, ニック・デイヴィス, ロジャー・ガイエット | ノミネート | [ 122 ] |
| ADG優秀プロダクションデザイン賞          | 2002年2月24日                   | 歴史映画・ファンタジー映画優秀プロダクションデザイン賞              | スチュアート・クレイグ, ジョン・キング（John King）, ニール・ラモント（Neil Lamont）, アンドリュー・アクランド=スノー（Andrew Ackland-Snow）, ピーター・フランシス（Peter Francis）, マイケル・ラモント（Michael Lamont）, サイモン・ラモント（Simon Lamont）, スティーヴ・ローレンス（Steve Lawrence）, ルシンダ・トムソン（Lucinda Thomson）, スティーヴン・モラハン（Stephen Morahan）, ドミニク・マスターズ（Dominic Masters）, ゲイリー・トムキンズ（Gary Tomkins） | ノミネート | [ 123 ] |
| ボギー賞                                 | 2001年                          | ボギー賞（チタン）                                                  | 『ハリー・ポッターと賢者の石』 | 受賞       | [ 127 ] |
| 英国アカデミー賞                         | 2002年2月24日                   | 英国作品賞                                                          | 『ハリー・ポッターと賢者の石』 | ノミネート | [ 118 ] |
| 英国アカデミー賞                         | 2002年2月24日                   | 助演男優賞                                                          | ロビー・コルトレーン | ノミネート | [ 118 ] |
| 英国アカデミー賞                         | 2002年2月24日                   | 衣裳デザイン賞                                                      | ジュディアンナ・マコフスキー | ノミネート | [ 118 ] |
| 英国アカデミー賞                         | 2002年2月24日                   | 美術賞                                                              | スチュアート・クレイグ | ノミネート | [ 118 ] |
| 英国アカデミー賞                         | 2002年2月24日                   | メイク＆ヘアスタイリング賞                                          | ニック・ダッドマン, Eithne Fennel, アマンダ・ナイト | ノミネート | [ 118 ] |
| 英国アカデミー賞                         | 2002年2月24日                   | 音響賞                                                              | Graham Daniel, Adam Daniel, Ray Merrin, John Midgley, エディ・ジョセフ | ノミネート | [ 118 ] |
| 英国アカデミー賞                         | 2002年2月24日                   | 視覚効果賞                                                          | ロバート・レガート, ニック・デイヴィス, ジョン・リチャードソン, ロジャー・ガイエット, ジム・バーニー | ノミネート | [ 118 ] |
| クリティクス・チョイス・アワード         | 2002年1月11日                   | ファミリー映画賞                                                    | 『ハリー・ポッターと賢者の石』 | 受賞       | [ 124 ] |
| クリティクス・チョイス・アワード         | 2002年1月11日                   | 子役賞                                                              | ダニエル・ラドクリフ | ノミネート | [ 124 ] |
| クリティクス・チョイス・アワード         | 2002年1月11日                   | 作曲賞                                                              | ジョン・ウィリアムズ | ノミネート | [ 124 ] |
| 放送音楽協会賞映画&テレビ賞              | 2002年5月15日                   | BMI映画音楽賞                                                       | ジョン・ウィリアムズ | 受賞       | [ 128 ] |
| 全米キャスティング協会                   | 2002年10月17日                  | 長編映画キャスティング - コメディ                                   | ジャネット・ハーシェンソン（Janet Hirshenson）, ジェーン・ジェンキンス | 受賞       | [ 120 ] |
| 衣装デザイナー組合賞                     | 2002年3月16日                   | 優秀ファンタジー映画賞                                              | ジュディアンナ・マコフスキー | 受賞       | [ 121 ] |
| アメリカ映画編集者協会                   | 2002年2月24日                   | 長編映画編集賞 (ドラマ部門)                                         | リチャード・フランシス＝ブルース | ノミネート | [ 129 ] |
| エンパイア賞                             | 2002年2月5日                    | 作品賞                                                              | 『ハリー・ポッターと賢者の石』 | ノミネート | [ 130 ] |
| エンパイア賞                             | 2002年2月5日                    | デビュー賞                                                          | ダニエル・ラドクリフ, ルパート・グリント, エマ・ワトソン | ノミネート | [ 130 ] |
| イブニング・スタンダード英国映画賞       | 2002年3月2日                    | 技術功労賞                                                          | スチュアート・クレイグ | 受賞       | [ 131 ] |
| ゴールデン・リール賞                     | 2002年3月23日                   | 音響編集賞（外国映画部門）                                          | エディ・ジョセフ, マーティン・キャントウェル（Martin Cantwell）, ニック・ロウ（Nick Lowe）, Colin Ritchie, Peter Holt | ノミネート | [ 132 ] |
| グラミー賞                               | 2003年2月23日                   | 最優秀サウンドトラック・アルバム作曲賞 映画、テレビ、その他映像部門 | ジョン・ウィリアムズ | ノミネート | [ 133 ] |
| グラミー賞                               | 2003年2月23日                   | 最優秀インストゥルメンタル作曲賞                                    | ジョン・ウィリアムズ (for "Hedwig's Theme") | ノミネート | [ 133 ] |
| ヒューゴー賞                             | 2002年8月29日-9月2日            | 映像部門                                                            | 『ハリー・ポッターと賢者の石』 | ノミネート | [ 134 ] |
| 日本アカデミー賞                         | 2002年3月8日                    | 外国作品賞                                                          | 『ハリー・ポッターと賢者の石』 | ノミネート | [ 135 ] |
| ニコロデオン・キッズ・チョイス・アワード | 2002年4月20日                   | フェイバリット映画賞                                                | 『ハリー・ポッターと賢者の石』 | ノミネート | [ 136 ] |
| MTVムービー・アワード                    | 2002年6月1日                    | ブレイクスルー男性演技賞                                            | ダニエル・ラドクリフ | ノミネート | [ 137 ] |
| 全米製作者組合賞                         | Template:第13回全米製作者組合賞 | 劇場映画賞                                                          | デヴィッド・ハイマン | ノミネート | [ 138 ] |
| サテライト賞                             | 2002年1月19日                   | アニメーション・ミックスメディア映画賞                              | 『ハリー・ポッターと賢者の石』 | ノミネート | [ 139 ] |
| サテライト賞                             | 2002年1月19日                   | 編集賞                                                              | リチャード・フランシス＝ブルース | ノミネート | [ 139 ] |
| サテライト賞                             | 2002年1月19日                   | 美術賞                                                              | スチュアート・クレイグ | ノミネート | [ 139 ] |
| サテライト賞                             | 2002年1月19日                   | 視覚効果賞                                                          | ロバート・レガート, ニック・デイヴィス, ロジャー・ガイエット, ジョン・リチャードソン | ノミネート | [ 139 ] |
| サテライト賞                             | 2002年1月19日                   | 新人賞                                                              | ルパート・グリント | 受賞       | [ 140 ] |
| サターン賞                               | 2002年6月10日                   | ファンタジー映画賞                                                  | 『ハリー・ポッターと賢者の石』 | ノミネート | [ 119 ] |
| サターン賞                               | 2002年6月10日                   | 監督賞                                                              | クリス・コロンバス | ノミネート | [ 119 ] |
| サターン賞                               | 2002年6月10日                   | 助演男優賞                                                          | ロビー・コルトレーン | ノミネート | [ 119 ] |
| サターン賞                               | 2002年6月10日                   | 助演女優賞                                                          | マギー・スミス | ノミネート | [ 119 ] |
| サターン賞                               | 2002年6月10日                   | 若手俳優賞                                                          | ダニエル・ラドクリフ | ノミネート | [ 119 ] |
| サターン賞                               | 2002年6月10日                   | 若手俳優賞                                                          | エマ・ワトソン | ノミネート | [ 119 ] |
| サターン賞                               | 2002年6月10日                   | 衣装デザイン賞                                                      | ジュディアンナ・マコフスキー | 受賞       | [ 119 ] |
| サターン賞                               | 2002年6月10日                   | メイクアップ賞                                                      | ニック・ダッドマン, マーク・クーリエ, John Lambert | ノミネート | [ 119 ] |
| サターン賞                               | 2002年6月10日                   | 特殊効果賞                                                          | ロバート・レガート, ニック・デイヴィス, ロジャー・ガイエット, ジョン・リチャードソン | ノミネート | [ 119 ] |
| スティンカーズ最悪の映画賞               | 2002年                          | 最も邪魔な音楽賞（Most Intrusive Musical Score）                    | 『ハリー・ポッターと賢者の石』 | ノミネート | [ 141 ] |
| ティーン・チョイス・アワード             | 2002年8月19日                   | チョイス・ムービー ドラマ/アクション・アドベンチャー部門            | 『ハリー・ポッターと賢者の石』 | ノミネート | [ 142 ] |
| ヤング・アーティスト賞                   | 7 April 2002                    | ファミリー長編映画賞 ドラマ部門                                     | 『ハリー・ポッターと賢者の石』 | ノミネート | [ 143 ] |
| ヤング・アーティスト賞                   | 7 April 2002                    | 長編映画演技賞 若手主演女優部門                                     | エマ・ワトソン (スカーレット・ヨハンソンと同点) | 受賞       | [ 143 ] |
| ヤング・アーティスト賞                   | 7 April 2002                    | 長編映画演技賞 若手助演男優部門                                     | トム・フェルトン | ノミネート | [ 143 ] |
| ヤング・アーティスト賞                   | 7 April 2002                    | 長編映画アンサンブル賞                                              | 『ハリー・ポッターと賢者の石』 | ノミネート | [ 143 ] |
| ヤング・アーティスト賞                   | 7 April 2002                    | 若手新人賞                                                          | ルパート・グリント | 受賞       | [ 143 ] |

## テレビ放映
| 回数 | 放送局     | 放送枠                            | 放送日         | 放送時間      | 放送分数 | 平均世帯 視聴率 | 備考                                         |
| ---- | ---------- | --------------------------------- | -------------- | ------------- | -------- | --------------- | -------------------------------------------- |
| 1    | 日本テレビ | 金曜ロードショー                  | 2004年6月25日  | 20:00 - 23:09 | 189分    | 30.8%           | 地上波初放送 ノーカット 78分拡大、63分繰上げ |
| 2    | TBS        | （なし）                          | 2005年11月23日 | 20:00 - 22:54 | 174分    | 21.3%           | ノーカット 60分拡大、60分繰上げ              |
| 3    | TBS        | （なし）                          | 2009年7月10日  | 19:55 - 22:48 | 173分    | 14.7%           | 59分拡大                                     |
| 4    | 日本テレビ | 金曜ロードショー →金曜ロードSHOW! | 2010年10月29日 | 21:00 - 23:44 | 164分    | 12.1%           | 50分拡大                                     |
| 5    | 日本テレビ | 金曜ロードショー →金曜ロードSHOW! | 2013年3月15日  | 21:00 - 23:29 | 149分    | 12.5%           | 35分拡大                                     |
| 6    | 日本テレビ | 金曜ロードショー →金曜ロードSHOW! | 2014年7月25日  | 21:00 - 23:29 | 149分    | 13.3%           | 35分拡大                                     |
| 7    | 日本テレビ | 金曜ロードショー →金曜ロードSHOW! | 2015年5月22日  | 21:00 - 23:29 | 149分    | 13.9%           | 35分拡大                                     |
| 8    | 日本テレビ | 金曜ロードショー →金曜ロードSHOW! | 2016年11月25日 | 21:00 - 23:29 | 149分    | 9.9%            | 35分拡大                                     |
| 9    | 日本テレビ | 金曜ロードショー →金曜ロードSHOW! | 2020年10月23日 | 21:00 - 23:24 | 144分    | 8.5%            | 30分拡大                                     |
| 10   | 日本テレビ | 金曜ロードショー                  | 2024年1月12日  | 21:00 - 23:24 | 144分    | 7.6%            | 30分拡大                                     |

- 視聴率はビデオリサーチ調べ、関東地区・世帯・リアルタイム。